# Ormoy (Essonne)
Ormoy è un comune francese di 1 806 abitanti situato nel dipartimento dell'Essonne nella regione dell'Île-de-France.

## Società

### Evoluzione demografica
Abitanti censiti